# 比洛科尼 (新桑扎里區)
比洛科尼（烏克蘭語：Білоконі）是位於烏克蘭中部波爾塔瓦州裏波爾塔瓦區的村莊，距離特韋爾多赫利比和德米特倫基1.5公里，1987年人口80。